# 2018年アメリカ合衆国上院議会議員選挙 (デラウェア州)
2018年アメリカ合衆国上院議会議員選挙 (デラウェア州） は、デラウェア州代表のアメリカ合衆国上院議員 (senator) を選出する選挙である。本選挙は2018年11月6日に行われ、同日に、アメリカ合衆国上院議会議員選挙 、アメリカ合衆国下院議会議員選挙 、ならびに各地方選挙が行われる。
予備選挙は2018年9月6日に行われる予定である。
民主党所属の現職、トム・カーペルは、4期目を目指し立候補を表明している。

## 民主党 (予備選挙)

### 候補者

#### 立候補表明者
- トム・カーペル - 現職[2]
- ケリー・ハリス - パイロット

#### 立候補が取り沙汰されている者
- ジョー・バイデン - 前アメリカ合衆国副大統領,元アメリカ合衆国上院議員
- リサ・ブラントロチェスター - アメリカ合衆国下院議員
- マシュー・デン - デラウェア州司法長官
- ジャック・マーケル - 元デラウェア州知事

## 共和党 (予備選挙)
- チャック・ボイス - ビジネスマン[3]

- ケン・シンプラー - 州財務官

## 本選挙

### 予測
| 調査機関                    | 評価    | 調査日         |
| --------------------------- | ------- | -------------- |
| The Cook Political Report   | Solid D | 2017年11月14日 |
| Rothenberg Political Report | Solid D | 2017年11月14日 |
| Sabato's Crystal Ball       | Safe D  | 2017年11月15日 |